# Futbol'nyj Klub Lada Tol'jatti
Il Futbol'nyj Klub Lada Tol'jatti (in russo ФК "Лада" Тольятти?), nota semplicemente come Lada Togliatti, è una società calcistica russa con sede nella città di Togliatti.

## Storia
Alla fine dell'edizione 1969 del campionato sovietico di calcio il Torpedo Kujbyšev aveva acquisito il diritto di giocare in terza serie; contemporaneamente il Turd Togliatti (squadra che all'epoca rappresentava la città di Togliatti) era finita nelle retrovie, retrocedendo in quarta serie e destinata a scomparire: considerando che a Kujbyšev c'era già il Kryl'ja Sovetov Kujbyšev a disputare i campionati nazionali, il partito comunista prese la decisione di fondere le due squadre dando vita al Torpedo Togliatti.
In epoca sovietica non andò mai oltre la Vtoraja Liga, raggiungendo i play-off in due occasioni: nel 1974, quando finì terza nel Girone 4, e nel 1980, quando vinse il Girone 2, fallendo in entrambi i casi la promozione. Nel 1989 Cambiò nome in Lada Togliatti e retrocesse addirittura nella neonata Vtoraja Nizšaja Liga (quarta serie), salvo ottenere l'immediato ritorno in terza serie l'anno seguente.
Con la dissoluzione dell'Unione Sovietica fu immediatamente collocato nella neonata seconda serie. Ha partecipato alla massima serie russa nel 1994 e nel 1996, trovando in entrambe le occasioni l'immediata retrocessione: la prima occasione la ebbe alla fine della stagione 1993, quando vinse il Girone Centro di Pervaja liga; finì ultima nella Vysšaja Liga 1994, ma ad appena un punto dal terzultimo posto occupato dall'Uralmaš che gli avrebbe garantito la salvezza. L'anno seguente riconquistò la massima serie finendo secondo nel girone unico di Pervaja liga 1995, dietro i dominatori del Baltika, ma la sua avventura nella Vysšaja Liga 1996 fu anche peggiore della precedente: finì di nuovo ultimo, ma a 18 punti dalla salvezza. Nel 1997 cambia nome in Lada-Togliatti-VAZ e non riuscì a ripetere l'impresa di due anni prima, finendo lontano dalle posizioni di vertice; anzi, l'anno seguente andò incontro ad una nuova retrocessione, assaggiando per la prima volta la terza serie russa.
Nel 1999 ritornò a chiamarsi Lada Togliatti e contestualmente vinse il Girone Volga di Vtoroj divizion accedendo ai play-off promozione in cui ebbe la meglio sul Kuban' (2-1 all'andata in casa e pareggio esterno per 1-1), tornando in seconda serie. Vi rimase fino al 2003, quando finì ultima nella Pervyj divizion 2003 con appena 18 punti all'attivo, staccatissimo dalle posizioni che sarebbero valsa la salvezza. L'occasione per ritornare in seconda serie arrivò due anni più tardi: nel febbraio 2006 la federazione russa, infatti, escluse dai campionati il Lokomotiv Čita e l'Alanija Vladikavkaz (squadre che avrebbero dovuto partecipare alla Pervyj divizion 2006); fu necessario ammettere due ulteriori squadre al campionato, ripescandole tra le seconde classificate dei gironi di Vtoroj divizion 2005, tenendo conto esclusivamente della percentuale di punti conquistati contro le prime quattro di ciascun girone; sulla base di questa classifica il Lada Togliatti risultò primo e ammesso in seconda serie.
L'anno successivo nonostante la salvezza raggiunta con appena due punti di margine, il Lada fu retrocesso d'ufficio; nel giro di due nani la crisi si acuì portando al fallimento societario il 19 marzo 2010 con conseguente collocazione nelle leghe dilettanti: a rappresentare Togliatti tra i professionisti rimase l'Akademija Togliatti. Dopo due stagioni tra i dilettanti fu l'allora sindaco Sergej Andreev a rilanciare il progetto di una nuova società: il 16 aprile 2021 rinacque così il Lada-Togliatti che ottenne subito la licenza per giocare in terza serie. Nel 2015 per rinforzare la struttura societaria arrivò la fusione con l'Akademija Togliatti, che continuò solo come squadra giovanile del Kryl'ja Sovetov Samara, mentre il Lada continuò a giocare in terza serie.

## Allenatori e presidenti
- 1974-1978:  Boris Kazakov
- 1979:  Al'fred Fëdorov

- 2001: : Viktor Lukašenko

## Palmarès

### Competizioni nazionali
- PFN Ligi: 1

1993 (girone centro)
- Vtoroj divizion: 1

1999 (girone Volga)

### Altri piazzamenti
- Coppa di Russia:

Semifinalista: 2002-2003
- PFN Ligi:

Secondo posto: 1995